# Crandall (Teksas)
Crandall – miasto w Stanach Zjednoczonych, w stanie Teksas, w hrabstwie Kaufman.

## Katastrofa balonu
W Crendall 10 października 2023 podczas 66 Pucharu Gordona Bennetta balon, pilotowany przez Krzysztofa Zaparta oraz Piotra Hałasa uległ katastrofie. W wyniku wypadku piloci trafili do szpitala w Dallas.